# Вулиця Сім'ї Стешенків
Ву́лиця Сім'ї́ Стеше́нків — вулиця у Святошинському районі міста Києва, селище Перемога. Пролягає від проспекту Леся Курбаса до вулиці Князя Всеволода Ярославича. 
Прилучаються вулиці Геннадія Матуляка, Давида Гурамішвілі, Олеся Бабія, Миколи Терещенка, Василя Єрошенка і Узинська.

## Історія
Вулиця виникла в 50-х роках XX століття у складі Пшеничної вулиці. 
У 1968 році відокремлена під назвою вулиця Тимофія Строкача, на честь радянського військового і державного діяча Тимофія Строкача. Одночасно до нової вулиці було приєднано провулок без назви між вулицями Василя Верховинця і Пшеничною, що й становить тепер перший квартал вулиці.
Сучасна назва на честь родини Стешенків: письменниці, перекладача і педагога Оксани Михайлівни, громадсько-політичного діяча та літературознавця Івана Матвійовича, акторки та письменниці Ірини Іванівни та книгознавця і бібліографа Ярослава Івановича — з 2016 року.